# Cardeña (kommunhuvudort)
Cardeña är en kommunhuvudort i Spanien.   Den ligger i provinsen Province of Córdoba och regionen Andalusien, i den centrala delen av landet, 240 km söder om huvudstaden Madrid. Cardeña ligger 759 meter över havet och antalet invånare är 1 786.
Terrängen runt Cardeña är kuperad åt sydost, men åt nordväst är den platt. Runt Cardeña är det mycket glesbefolkat, med 4 invånare per kvadratkilometer. Det finns inga andra samhällen i närheten. 